# اسماعیل بقایی
اسماعیل بقایی هامانه (زادهٔ ۱۳۵۴، یزد) دیپلمات ایرانی است که از ۱۱ مهر ۱۴۰۳ به‌عنوان سخنگوی وزارت امور خارجه جمهوری اسلامی ایران فعالیت می‌کند. او پیش‌تر سفیر و نمایندهٔ دائم ایران در دفتر سازمان ملل در ژنو بوده است.
بقایی کارمند وزارت خارجه بوده و پیش از انتصاب به سمت سفیر و نمایندهٔ دائم ایران در دفتر سازمان ملل در ژنو، عضو تیم مذاکره‌کننده هسته‌ای ایران با پنج به‌علاوه یک و دبیر ستاد اجرای برجام در وزارت امور خارجه بود. او همچنین از اعضای دفتر نمایندگی دائم جمهوری اسلامی ایران در نیویورک بوده و مدتی نیز ریاست کمیته حقوقی (کمیته ششم) مجمع عمومی سازمان ملل بر عهده داشته است.
او در کنفرانس تجارت و توسعه سازمان ملل متحد (آنکتاد) در سال ۱۴۰۰ به عنوان نماینده جمهوری اسلامی حضور داشت. وی از سال ۱۴۰۱ تا ۱۴۰۳ نیز به‌عنوان دستیار ارشد وزیر امور خارجه فعالیت کرده است.

## زندگی و کار
اسماعیل بقایی هامانه در سال ۱۳۵۴ در یزد به دنیا آمد. او مقطع کارشناسی خود را در دانشگاه تهران گذراند و سپس در دانشگاه شهید بهشتی و دانشکده روابط بین‌الملل وزارت امور خارجه، در دو رشته «حقوق بین‌الملل» و «دیپلماسی و سازمان‌های بین‌المللی» تحصیل کرد و رساله‌های پایان این دو مقطع ارشد را به ترتیب در مورد «کنوانسیون بین‌المللی مبارزه با فساد» و «رژیم حقوقی بین‌المللی پیشگیری و مقابله با تروریسم» نوشت. او مدرک خود در سال ۱۳۷۹ دریافت کرد.
بقایی از دهه ۱۳۷۰ تجربه همکاری با روزنامه‌ها را در کارنامه خود دارد و طی سال‌های ۱۳۷۹–۱۳۷۸ دوره‌های تخصصی روزنامه‌نگاری را در موسسات وابسته به وزارت فرهنگ و ارشاد اسلامی گذراند.
بقایی فعالیت خود در دستگاه دیپلماسی را از اوایل دهه ۱۳۸۰ به عنوان کارشناس حقوقی در اداره معاهدات و حقوق بین‌الملل عمومی آغاز کرد. وی در این مسئولیت، وظیفه پیگیری موضوعات و ابعاد حقوقی-بین‌المللی مرتبط با تروریسم و جرایم سازمان یافته و همچنین مباحث مربوط به مقابله با جرم و عدالت کیفری را بر عهده داشت.
بقایی پس از نزدیک به پنج سال کار در بخش حقوقی وزارت امور خارجه، در آذر ۱۳۸۵ به عنوان نماینده ایران در کمیته ششم (حقوقی) مجمع عمومی سازمان ملل متحد، عازم نیویورک شد. وی طی دوره مسئولیت (۱۳۸۹–۱۳۸۵) علاوه بر ایفای وظیفه نمایندگی کشورمان در کمیته حقوقی سازمان ملل، مسئولیت هماهنگی کمیته حقوقی جنبش عدم تعهد را بر عهده داشت. بقایی در سال ۱۳۸۸ به عنوان معاون کمیته ششم از منطقه غرب آسیا انتخاب شد و وظیفه مدیریت بخش بسیاری از مباحث این کمیته را نیز بر عهده گرفت.
او پس از بازگشت از نیویورک در اوایل ۱۳۹۰، ابتدا به عنوان معاون و بعد از مدتی به عنوان رئیس اداره معاهدات و حقوق بین‌الملل عمومی انتحاب شد که تا سال ۱۳۹۴ ادامه پیدا کرد و پس از آن به مدت ۳ سال به عنوان مشاور ارشد معاون حقوقی-بین‌المللی وزارت امور خارجه فعالیت کرد.
بقایی از تیر ۱۳۹۷ به پیشنهاد محمدجواد ظریف وزیر وقت امور خارجه به عنوان سفیر و نماینده دائم ایران نزد دفتر سازمان ملل متحد در ژنو منصوب شد و نقش مهمی در پیشبرد دیپلماسی بین‌المللی کشور در مصاف با سیاست فشار حداکثری آمریکا داشت. کارشناسان دوره خدمت بقائی در ژنو را یکی از فعال‌ترین و پر ابتکارترین دوره‌های کاری نمایندگی ایران در ژنو می‌دانند. فعالیت بقائی در ژنو در شهریور ۱۴۰۱ به پایان رسید و وی بعد از بازگشت به تهران به عنوان مشاور و دستیار وزیر وقت، حسین امیرعبداللهیان، به خدمت در دستگاه دیپلماسی ادامه داد.
ریاست کنفرانس دولت‌های عضو کنوانسیون جهانی مقابله با دخانیات طی سال‌های ۲۰۲۱–۲۰۱۹، ریاست کمیته هماهنگی سازمان جهانی مالکیت فکری (وایپو) در ۲۰۱۸ و معاون رئیس پنجاه و دومین اجلاس سالیانه مجمع عمومی وایپو در سال ۲۰۲۰؛ عضو و معاون هیئت رئیسه (vice convenor) مرکز جنوب، طی سال‌های ۲۰۲۱–۲۰۱۹ از کارهای بقایی در سطح سازمان‌های بین‌المللی در زمان خدمت به عنوان سفیر ایران در ژنو هستند.
سید عباس عراقچی وزیر امور خارجه بعدی، در ۱۱ مهر ۱۴۰۳ بقایی را به عنوان سخنگوی وزارت امور خارجه منصوب کرد.